# Hatton (Alabama)
Hatton – jednostka osadnicza w Stanach Zjednoczonych, w stanie Alabama, w hrabstwie Lawrence.